# Grattler

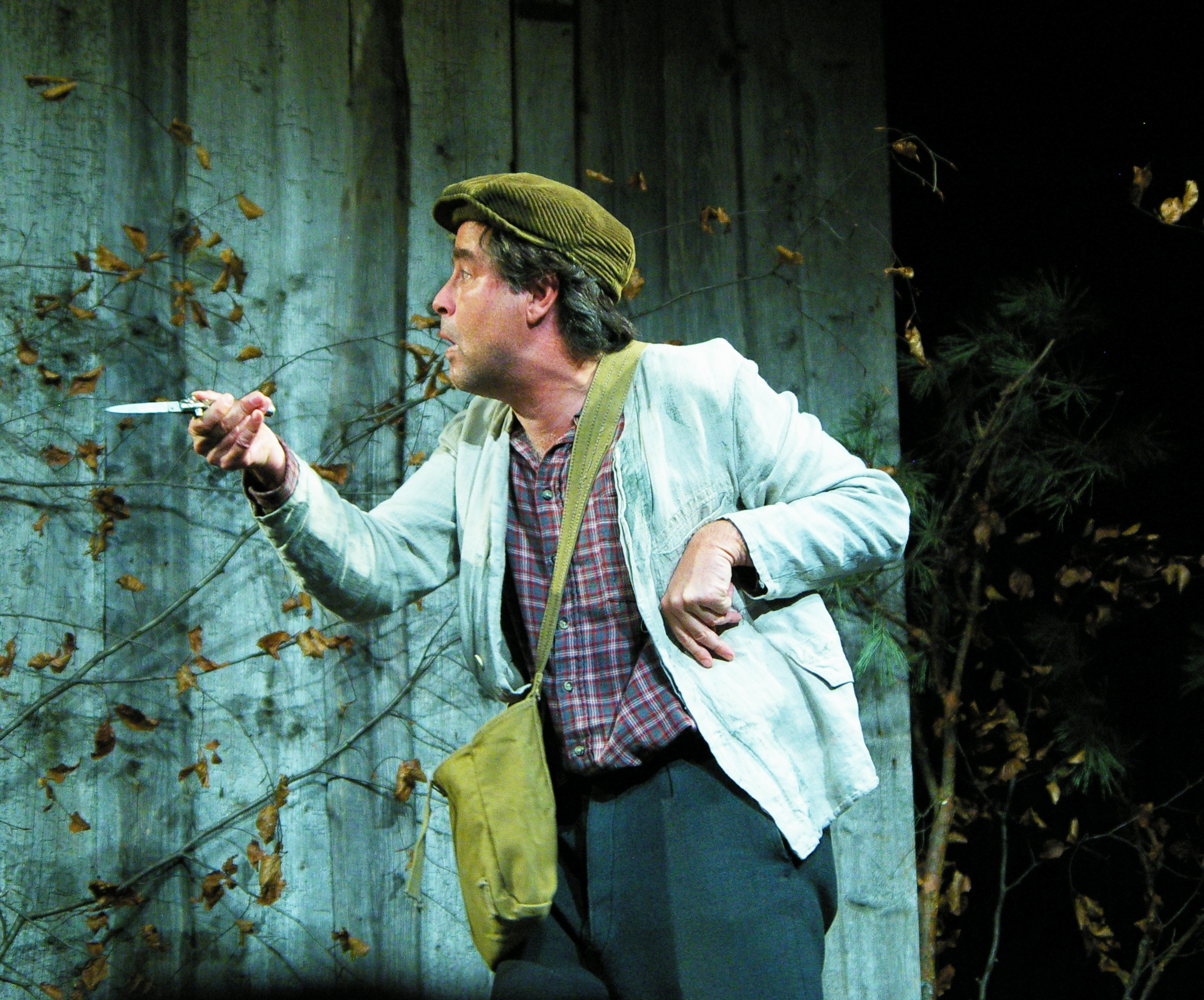
Die Grattleroper, Theater Holzhausen

Mit dem Ausdruck Grattler (Gratler, Gradler, Graddler, Gradla, Kratler, Krattler oder Kraddler)  bezeichnete man insbesondere in Bayern in herablassender Form zunächst Tiroler, die mit Familie und kleinem Karren voll Obst usw. nach Bayern zogen; abgeleitet von „Kratten“ (zweirädriger Wagen), was auf Kratte, Krattn, Kraxn (Korb, Wagenkorb) zurückgeht.
Der Ausdruck wird bis heute mundartlich abwertend gebraucht für finanziell schwache Personenkreise, auch für Gewerbe, das ungedeihlich betrieben wird („Grattlerwirtschaft“) oder asoziales Verhalten („Des is a Grattler!“). Besonders in letztgenannter Verwendungsart ist der Anwendungsbereich des Schimpfwortes sehr breit und nur schwer zu definieren. Heute dient das Wort (vor allem in Bayern) auch als Schimpfwort im Sinne von „Penner“ oder „Asozialer“. Ein Wohnwagen wird spöttisch auch als „Grattlervilla“ bezeichnet.
Der Gebrauch des Wortes als Herabwürdigung des Gegenübers kann als Beleidigung juristische Folgen nach sich ziehen.
Der Begriff ist nicht zu verwechseln mit dem ähnlich klingenden Wort Grantler, das ebenfalls dem bairischen Sprachgebrauch entstammt.